# Tavagnacco
Tavagnacco (Tavagnà en frioulan) est une commune italienne de la province d'Udine, dans la région Frioul-Vénétie Julienne.

## Administration
| Période                                  | Période | Identité | Étiquette | Qualité |
| ---------------------------------------- | ------- | -------- | --------- | ------- |
|                                          |         |          |           |         |
| Les données manquantes sont à compléter. |         |          |           |         |

### Hameaux
Adegliacco, Branco, Cavalicco, Colugna, Feletto Umberto

### Communes limitrophes
Martignacco, Pagnacco, Pasian di Prato, Reana del Rojale, Tricesimo, Udine